# Braunschweiger Turn- und Sportverein Eintracht von 1895 1992-1993
Questa voce raccoglie le informazioni riguardanti il Braunschweiger Turn- und Sportverein Eintracht von 1895 nelle competizioni ufficiali della stagione 1992-1993.

## Stagione
Nella stagione 1992-1993 l'Eintracht Braunschweig, allenato da Werner Fuchs e Uli Maslo, concluse il campionato di 2. Bundesliga al 19º posto. In Coppa di Germania l'Eintracht Braunschweig fu eliminato al terzo turno dal Duisburg.

## Rosa
| N. |                         | Ruolo | Calciatore           |
| -- | ----------------------- | ----- | -------------------- |
|    | Germania (bandiera)     | P     | Mathias Hain         |
|    | Germania (bandiera)     | P     | Oliver Lerch         |
|    | Kirghizistan (bandiera) | D     | Sergey Fokin         |
|    | Germania (bandiera)     | D     | Maik Kappel          |
|    | Turchia (bandiera)      | D     | Özkan Koctürk        |
|    | Germania (bandiera)     | D     | Michael Köpper       |
|    | Germania (bandiera)     | D     | Michael Köritzer     |
|    | Tunisia (bandiera)      | D     | Mohamed Ali Mahjoubi |
|    | Germania (bandiera)     | D     | Ulf Metschies        |
|    | Germania (bandiera)     | D     | Thomas Pfannkuch     |
|    | Germania (bandiera)     | D     | Ulf-Volker Probst    |
|    | Germania (bandiera)     | D     | Michael Schweska     |
|    | Germania (bandiera)     | D     | Peter Wiehle         |
|    | Germania (bandiera)     | C     | Michael Butrej       |

| N. |                                 | Ruolo | Calciatore         |
| -- | ------------------------------- | ----- | ------------------ |
|    | Germania (bandiera)             | C     | Ralf Geilenkirchen |
|    | Germania (bandiera)             | C     | Ralf Heskamp       |
|    | Germania (bandiera)             | C     | Arne Hoffart       |
|    | Germania (bandiera)             | C     | Tino Löchelt       |
|    | Germania (bandiera)             | C     | Peter Lux          |
|    | Germania (bandiera)             | C     | Thomas Möller      |
|    | Bosnia ed Erzegovina (bandiera) | C     | Miloš Nedić        |
|    | Ucraina (bandiera)              | A     | Ihor Bjelanov      |
|    | Germania (bandiera)             | A     | Bernd Buchheister  |
|    | Italia (bandiera)               | A     | Giovanni Cirocca   |
|    | Germania (bandiera)             | A     | Sven Kretschmer    |
|    | Germania (bandiera)             | A     | Stefan Meißner     |
|    | Ucraina (bandiera)              | A     | Viktor Pasul'ko    |
|    | Germania (bandiera)             | A     | Frank Türr         |

## Organigramma societario
Area tecnica
- Allenatore: Uli Maslo
- Allenatore in seconda:
- Preparatore dei portieri:
- Preparatori atletici:

## Calciomercato

### Sessione estiva
| Acquisti | Acquisti         | Acquisti        | Acquisti |
| R.       | Nome             | da              | Modalità |
| -------- | ---------------- | --------------- | -------- |
| C        | Michael Butrej   | Norimberga      |          |
| C        | Ralf Heskamp     | Osnabrück       |          |
| A        | Sven Kretschmer  | Hertha Berlino  |          |
| C        | Thomas Möller    | Oldenburg       |          |
| C        | Miloš Nedić      | Sarajevo        |          |
| D        | Thomas Pfannkuch | Olympique Lione |          |

| Cessioni | Cessioni      | Cessioni    | Cessioni |
| R.       | Nome          | a           | Modalità |
| -------- | ------------- | ----------- | -------- |
| P        | Uwe Hain      | Wolfsburg   |          |
| C        | Stefan Holze  | Wolfsburg   |          |
| D        | Ralf Strogies | Monaco 1860 |          |

### Sessione invernale
| Acquisti | Acquisti   | Acquisti | Acquisti |
| R.       | Nome       | da       | Modalità |
| -------- | ---------- | -------- | -------- |
| A        | Frank Türr | Bochum   |          |

| Cessioni | Cessioni    | Cessioni | Cessioni |
| R.       | Nome        | a        | Modalità |
| -------- | ----------- | -------- | -------- |
| A        | Holger Aden | Bochum   |          |

## Risultati

### 2. Bundesliga

#### Girone di andata
| Arbitro: | Löwer |

|            |           |  |
| Butrej 24’ | Marcatori |  |

| Arbitro: | Weber |

|                                   |           |                       |
| Jurgeleit 8’ Müller 63’ Finke 89’ | Marcatori | 7’ Butrej 51’ Löchelt |

| Arbitro: | Albrecht |

|  |           |                        |
|  | Marcatori | 22’ Aerdken 89’ Ottens |

| Berlino 22 luglio 1992, ore 20:00 CEST 4ª giornata | Hertha Berlino | 0 – 0 referto | Eintracht Braunschweig | Friedrich-Ludwig-Jahn-Sportpark (6 800 spett.)\| Arbitro: \| Führer \| |
| Arbitro:                                           | Führer         |               |                        |                                                                        |

| Braunschweig 25 luglio 1992, ore 15:30 CEST 5ª giornata | Eintracht Braunschweig | 0 – 0 referto | Darmstadt | Stadion an der Hamburger Straße (5 300 spett.)\| Arbitro: \| Fleske \| |
| Arbitro:                                                | Fleske                 |               |           |                                                                        |

| Arbitro: | Frey |

|                                     |           |                         |
| Löchelt 30’ Aden 43’ Kretschmer 85’ | Marcatori | 37’ Koch 54’ Schjønberg |

| Arbitro: | Amerell |

|                       |           |                 |
| Rische 61’ Kracht 90’ | Marcatori | 35’ Buchheister |

| Arbitro: | Haupt |

|                              |           |                        |
| Buchheister 8’, 55’ Aden 87’ | Marcatori | 24’ Pröpper 39’ Müller |

| Arbitro: | Wittke |

|                          |           |                 |
| Pasul'ko 21’ Lottner 35’ | Marcatori | 63’ Buchheister |

| Arbitro: | Willems |

|                                              |           |                        |
| Aden 34’ Löchelt 35’ Probst 63’ Mahjoubi 86’ | Marcatori | 11’ Pfluger 80’ Bergen |

| Arbitro: | Stenzel |

|                                                   |           |  |
| Persigehl 14’ Chałaśkiewicz 37’, 79’ Weilandt 53’ | Marcatori |  |

| Arbitro: | Weise |

|                    |           |  |
| Butrej 3’ Aden 89’ | Marcatori |  |

| Arbitro: | Jansen |

|                 |           |  |
| Meinke 64’, 90’ | Marcatori |  |

| Arbitro: | Zerr |

|                         |           |                                  |
| Probst 49’ Mahjoubi 86’ | Marcatori | 55’ Brand 78’ Claaßen 83’ Wuckel |

| Arbitro: | Dellwing |

|                      |           |          |
| Schwinger 9’ Epp 43’ | Marcatori | 60’ Aden |

| Arbitro: | Brandt-Chollé |

|         |           |                               |
| Aden 8’ | Marcatori | 33’ Braun 52’ Todt 85’ Freund |

| Arbitro: | Habermann |

|                                            |           |          |
| Reich 20’, 78’ Frąckiewicz 48’ Dermech 81’ | Marcatori | 87’ Aden |

| Arbitro: | Funken |

|                       |           |                                             |
| Aden 4’, 8’, 57’, 61’ | Marcatori | 12’ Veit 40’ Boer 85’ Heidrich 89’ Barsikow |

| Arbitro: | Albrecht |

|                         |           |                                   |
| Sturm 20’ Putz 66’, 75’ | Marcatori | 14’, 64’ Aden 31’, 83’ Kretschmer |

| Arbitro: | Pohlmann |

|                             |           |                                  |
| Aden 56’, 60’ Pfannkuch 65’ | Marcatori | 11’, 64’ Akpoborie 42’ Schreiber |

| Arbitro: | Theobald |

|                                      |           |          |
| Fellhauer 58’ Kirsten 73’ Stanic 83’ | Marcatori | 51’ Aden |

| Arbitro: | Osmers |

|                                                      |           |  |
| Aden 11’, 22’, 47’ Butrej 69’ Kretschmer 74’ Lux 88’ | Marcatori |  |

| Arbitro: | Werthmann |

|                               |           |                                 |
| Lerch 42’ (aut.) Minkwitz 54’ | Marcatori | 55’ Pfannkuch 60’ Geilenkirchen |

#### Girone di ritorno
| Arbitro: | Prengel |

|            |           |  |
| Helmer 86’ | Marcatori |  |

| Arbitro: | Scheuerer |

|                      |           |  |
| Buchheister 83’, 86’ | Marcatori |  |

| Arbitro: | Müller |

|           |           |                  |
| Manzi 57’ | Marcatori | 9’ Geilenkirchen |

| Arbitro: | Lange |

|                   |           |                                   |
| Geilenkirchen 37’ | Marcatori | 34’ Gries 51’ Basler 86’ Zernicke |

| Arbitro: | Leimert |

|           |           |              |
| Simon 22’ | Marcatori | 80’ Mahjoubi |

| Arbitro: | Wippermann |

|  |           |             |
|  | Marcatori | 58’ Heskamp |

| Arbitro: | Brandauer |

|              |           |                 |
| Mahjoubi 11’ | Marcatori | 67’ Bittencourt |

| Arbitro: | Fux |

|  |           |              |
|  | Marcatori | 71’ Schweska |

| Arbitro: | Schmidt |

|                                          |           |  |
| Hupe 27’ (aut.) Mahjoubi 52’ Hoffart 90’ | Marcatori |  |

| Unterhaching 28 marzo 1993, ore 15:00 CET 33ª giornata | Unterhaching | 0 – 0 referto | Eintracht Braunschweig | Stadion am Sportpark (3 000 spett.)\| Arbitro: \| Zerr \| |
| Arbitro:                                               | Zerr         |               |                        |                                                           |

| Arbitro: | Wittke |

|              |           |            |
| Mahjoubi 13’ | Marcatori | 84’ Bodden |

| Arbitro: | Heynemann |

|                         |           |  |
| Strerath 14’ Winter 82’ | Marcatori |  |

| Arbitro: | Merk |

|            |           |  |
| Probst 57’ | Marcatori |  |

| Arbitro: | Malbranc |

|            |           |  |
| Drulák 66’ | Marcatori |  |

| Arbitro: | Stenzel |

|          |           |  |
| Türr 16’ | Marcatori |  |

| Arbitro: | Schmidhuber |

|                                    |           |                |
| Spies 17’ Todt 76’ Heidenreich 79’ | Marcatori | 86’ Kretschmer |

| Arbitro: | Amerell |

|  |           |           |
|  | Marcatori | 48’ Reich |

| Arbitro: | Buchhart |

|                                     |           |  |
| Veit 46’ Renn 62’, 79’ Heidrich 88’ | Marcatori |  |

| Arbitro: | Ziller |

|                                                       |           |                        |
| Mahjoubi 12’ Hausen 14’ (aut.) Pasul'ko 77’ Nedić 89’ | Marcatori | 52’ Hausen 68’ Pröpper |

| Arbitro: | Funken |

|                          |           |                 |
| Schreiber 30’ Wittke 90’ | Marcatori | 66’ Buchheister |

| Braunschweig 25 maggio 1993, ore 20:00 CEST 44ª giornata | Eintracht Braunschweig | 0 – 0 referto | Waldhof Mannheim | Stadion an der Hamburger Straße (9 152 spett.)\| Arbitro: \| Aust \| |
| Arbitro:                                                 | Aust                   |               |                  |                                                                      |

| Arbitro: | Krug |

|  |           |                              |
|  | Marcatori | 26’ Buchheister 30’ Pasul'ko |

| Arbitro: | Schäfer |

|              |           |                         |
| Pasul'ko 89’ | Marcatori | 82’ Reinmayr 87’ Sailer |

### Coppa di Germania
| Arbitro: | Werthmann |

|             |           |                                          |
| Ziegler 36’ | Marcatori | 6’, 40’, 52’ Aden 68’ Butrej 80’ Heskamp |

| Arbitro: | Leimert |

|                                   |           |             |
| Preetz 10’ Tarnat 24’ Nijhuis 66’ | Marcatori | 25’ Löchelt |

## Statistiche

### Statistiche di squadra
| Competizione      | Punti | In casa | In casa | In casa | In casa | In casa | In casa | In trasferta | In trasferta | In trasferta | In trasferta | In trasferta | In trasferta | Totale | Totale | Totale | Totale | Totale | Totale | DR |
| Competizione      | Punti | G       | V       | N       | P       | Gf      | Gs      | G            | V            | N            | P            | Gf           | Gs           | G      | V      | N      | P      | Gf     | Gs     | DR |
| ----------------- | ----- | ------- | ------- | ------- | ------- | ------- | ------- | ------------ | ------------ | ------------ | ------------ | ------------ | ------------ | ------ | ------ | ------ | ------ | ------ | ------ | -- |
| 2. Bundesliga     | 41    | 23      | 11      | 6       | 6       | 44      | 31      | 23           | 4            | 5            | 14           | 21           | 42           | 46     | 15     | 11     | 20     | 65     | 73     | -8 |
| Coppa di Germania | -     | 0       | 0       | 0       | 0       | 0       | 0       | 2            | 1            | 0            | 1            | 6            | 4            | 2      | 1      | 0      | 1      | 6      | 4      | +2 |
| Totale            | 41    | 23      | 11      | 6       | 6       | 44      | 31      | 25           | 5            | 5            | 15           | 27           | 46           | 48     | 16     | 11     | 21     | 71     | 77     | -6 |

### Andamento in campionato
| Giornata  | 1 | 2  | 3  | 4  | 5  | 6  | 7  | 8  | 9  | 10 | 11 | 12 | 13 | 14 | 15 | 16 | 17 | 18 | 19 | 20 | 21 | 22 | 23 | 24 | 25 | 26 | 27 | 28 | 29 | 30 | 31 | 32 | 33 | 34 | 35 | 36 | 37 | 38 | 39 | 40 | 41 | 42 | 43 | 44 | 45 | 46 |
| --------- | - | -- | -- | -- | -- | -- | -- | -- | -- | -- | -- | -- | -- | -- | -- | -- | -- | -- | -- | -- | -- | -- | -- | -- | -- | -- | -- | -- | -- | -- | -- | -- | -- | -- | -- | -- | -- | -- | -- | -- | -- | -- | -- | -- | -- | -- |
| Luogo     | C | T  | C  | T  | C  | C  | T  | C  | T  | C  | T  | C  | T  | C  | T  | C  | T  | C  | T  | C  | T  | C  | T  | T  | C  | T  | C  | T  | T  | C  | T  | C  | T  | C  | T  | C  | T  | C  | T  | C  | T  | C  | T  | C  | T  | C  |
| Risultato | V | P  | P  | N  | N  | V  | P  | V  | P  | V  | P  | V  | P  | P  | P  | P  | P  | N  | V  | N  | P  | V  | N  | P  | V  | N  | P  | N  | V  | N  | V  | V  | N  | N  | P  | V  | P  | V  | P  | P  | P  | V  | P  | N  | V  | P  |
| Posizione | 5 | 13 | 19 | 17 | 18 | 14 | 17 | 14 | 17 | 14 | 17 | 13 | 18 | 19 | 19 | 19 | 21 | 22 | 19 | 19 | 20 | 19 | 19 | 20 | 18 | 17 | 20 | 19 | 18 | 18 | 17 | 14 | 14 | 14 | 15 | 14 | 15 | 14 | 15 | 18 | 19 | 18 | 18 | 19 | 18 | 19 |

Legenda:

Luogo: C = Casa; T = Trasferta. Risultato: V = Vittoria; N = Pareggio; P = Sconfitta.

### Statistiche dei giocatori
| Giocatore        | 2. Bundesliga | 2. Bundesliga | 2. Bundesliga | 2. Bundesliga | Coppa di Germania | Coppa di Germania | Coppa di Germania | Coppa di Germania | Totale   | Totale | Totale      | Totale     |
| Giocatore        | Presenze      | Reti          | Ammonizioni   | Espulsioni    | Presenze          | Reti              | Ammonizioni       | Espulsioni        | Presenze | Reti   | Ammonizioni | Espulsioni |
| ---------------- | ------------- | ------------- | ------------- | ------------- | ----------------- | ----------------- | ----------------- | ----------------- | -------- | ------ | ----------- | ---------- |
| H. Aden          | 22            | 19            | 6             | 0             | 2                 | 3                 | 1                 | 0                 | 24       | 22     | 7           | 0          |
| I. Bjelanov      | 0             | 0             | 0             | 0             | 0                 | 0                 | 0                 | 0                 | 0        | 0      | 0           | 0          |
| B. Buchheister   | 38            | 8             | 8             | 1             | 2                 | 0                 | 0                 | 0                 | 40       | 8      | 8           | 1          |
| M. Butrej        | 36            | 4             | 7             | 0             | 2                 | 1                 | 0                 | 0                 | 38       | 5      | 7           | 0          |
| G. Cirocca       | 9             | 0             | 0             | 0             | 1                 | 0                 | 1                 | 0                 | 10       | 0      | 1           | 0          |
| S. Fokin         | 11            | 0             | 2             | 1             | 0                 | 0                 | 0                 | 0                 | 11       | 0      | 2           | 1          |
| R. Geilenkirchen | 31            | 3             | 4             | 0             | 1                 | 0                 | 0                 | 0                 | 32       | 3      | 4           | 0          |
| M. Hain          | 1             | 0             | 0             | 0             | 1                 | 0                 | 0                 | 0                 | 2        | 0      | 0           | 0          |
| R. Heskamp       | 23            | 1             | 4             | 0             | 2                 | 1                 | 0                 | 0                 | 25       | 2      | 4           | 0          |
| A. Hoffart       | 17            | 1             | 1             | 0             | 0                 | 0                 | 0                 | 0                 | 17       | 1      | 1           | 0          |
| M. Kappel        | 2             | 0             | 0             | 0             | 0                 | 0                 | 0                 | 0                 | 2        | 0      | 0           | 0          |
| Ö. Koctürk       | 2             | 0             | 0             | 0             | 0                 | 0                 | 0                 | 0                 | 2        | 0      | 0           | 0          |
| S. Kretschmer    | 30            | 5             | 3             | 0             | 2                 | 0                 | 0                 | 0                 | 32       | 5      | 3           | 0          |
| M. Köpper        | 38            | 0             | 10            | 1             | 0                 | 0                 | 0                 | 0                 | 38       | 0      | 10          | 1          |
| M. Köritzer      | 11            | 0             | 1             | 0             | 1                 | 0                 | 0                 | 0                 | 12       | 0      | 1           | 0          |
| O. Lerch         | 45            | 0             | 1             | 0             | 1                 | 0                 | 0                 | 0                 | 46       | 0      | 1           | 0          |
| P. Lux           | 12            | 1             | 2             | 1             | 1                 | 0                 | 0                 | 0                 | 13       | 1      | 2           | 1          |
| T. Löchelt       | 16            | 3             | 6             | 0             | 2                 | 1                 | 0                 | 0                 | 18       | 4      | 6           | 0          |
| M. Mahjoubi      | 42            | 7             | 8             | 0             | 1                 | 0                 | 0                 | 0                 | 43       | 7      | 8           | 0          |
| S. Meißner       | 0             | 0             | 0             | 0             | 0                 | 0                 | 0                 | 0                 | 0        | 0      | 0           | 0          |
| U. Metschies     | 44            | 0             | 14            | 1             | 2                 | 0                 | 1                 | 0                 | 46       | 0      | 15          | 1          |
| T. Möller        | 20            | 0             | 3             | 1             | 0                 | 0                 | 0                 | 0                 | 20       | 0      | 3           | 1          |
| M. Nedić         | 20            | 1             | 8             | 0             | 0                 | 0                 | 0                 | 0                 | 20       | 1      | 8           | 0          |
| V. Pasul'ko      | 8             | 3             | 0             | 0             | 0                 | 0                 | 0                 | 0                 | 8        | 3      | 0           | 0          |
| T. Pfannkuch     | 27            | 2             | 2             | 0             | 0                 | 0                 | 0                 | 0                 | 27       | 2      | 2           | 0          |
| U. Probst        | 38            | 3             | 11            | 0             | 1                 | 0                 | 0                 | 0                 | 39       | 3      | 11          | 0          |
| H. Scheil        | 10            | 0             | 2             | 0             | 1                 | 0                 | 0                 | 0                 | 11       | 0      | 2           | 0          |
| M. Schweska      | 10            | 1             | 1             | 1             | 0                 | 0                 | 0                 | 0                 | 10       | 1      | 1           | 1          |
| F. Türr          | 20            | 1             | 3             | 0             | 0                 | 0                 | 0                 | 0                 | 20       | 1      | 3           | 0          |
| P. Wiehle        | 8             | 0             | 0             | 0             | 2                 | 0                 | 0                 | 0                 | 10       | 0      | 0           | 0          |